# Campoplex hullensis
Campoplex hullensis là một loài tò vò trong họ Ichneumonidae.